# Mod livet
Mod livet (russisk: Навстречу жизни) er en sovjetisk film fra 1952 af Nikolaj Ivanovitj Lebedev.

## Medvirkende
- Nadezjda Rumjantseva som Marusja Rodnikova
- Vladimir Sokolov som Pasja Sytjev
- Georgij Semjonov som Semjon Ilitj
- Sergej Gurzo som Vasov
- Vasilij Merkurjev